# Baionarena
Baionarena è un album live del cantante franco-spagnolo Manu Chao. È il secondo album live dell'artista. Il disco raccoglie oltre due ore di canzoni registrate durante l'estate del 2008 nelle arene di Bayonne. L'album, su doppio cd, contiene anche un DVD.

## Tracce

### CD 1
1. Intro / Panik, Panik – 4:56
2. El hoyo – 5:39
3. Peligro – 4:10
4. Casa Babylon – 3:25
5. Tumba – 0:53
6. Mr. Bobby – 6:24
7. La primavera – 8:16
8. Radio Bemba – 1:01
9. Bienvenida a Tijuana – 2:09
10. El viento – 4:58
11. The Monkey – 2:20
12. Clandestino – 3:16
13. Desaparecido – 7:02
14. Rumba de Barcelona – 5:01
15. La Despedida / Mentira – 4:25

### CD 2
1. Rainin' in Paradize – 3:55
2. A cosa – 3:35
3. La vacaloca – 1:41
4. Hamburger Fields / Merry Blues – 4:48
5. Tristeza Maleza – 3:46
6. Día Luna, día pena – 5:05
7. Machine Gun – 4:23
8. Volver, volver – 3:17
9. Radio Bemba / Eldorado 1997 – 2:33
10. Mala vida – 3:30
11. Sidi H'Bibi – 3:24
12. Radio Bemba – 0:36
13. Forzando Máquina / Mr. Bobby – 7:17
14. Me quedo contigo (si me das a elegir) – 4:48
15. La vida tómbola – 6:29
16. L'Hiver est là – 4:55
17. Crèv' la vie – 4:23
18. Pinocchio (viaggio in groppa al tonno) – 3:29

## Classifiche
| Paese             | Posizione più alta |
| ----------------- | ------------------ |
| Austria           | 47                 |
| Belgio (Fiandre)  | 17                 |
| Belgio (Vallonia) | 12                 |
| Francia           | 5                  |
| Germania          | 36                 |
| Italia            | 63                 |
| Messico           | 99                 |
| Paesi Bassi       | 71                 |
| Spagna            | 36                 |
| Svizzera          | 17                 |